# Henrieta Nagyová
Henrieta Nagyová (* 15. Dezember 1978 in Nové Zámky, Tschechoslowakei) ist eine ehemalige slowakische Tennisspielerin.

## Karriere
Nagyová begann im Alter von neun Jahren mit dem Tennissport. 1994 gewann sie bei den French Open an der Seite von Martina Hingis den Doppeltitel der Juniorinnen.
In ihrer Karriere gewann sie auf der WTA Tour insgesamt neun Einzel- und vier Doppeltitel. Hinzu kamen neun Einzel- und fünf Doppeltitel auf ITF-Turnieren. 
2000 nahm sie für die Slowakei an den Olympischen Spielen in Sydney teil. Sie unterlag dort in Runde eins Serena Williams mit 2:6, 2:6. Von 1995 bis 2004 bestritt sie außerdem 24 Partien für die slowakische Fed-Cup-Mannschaft, bei denen sie 18 Siege feiern konnte (Einzelbilanz: 15:5). 

## Turniersiege

### Einzel
| Nr. | Datum              | Turnier       | Kategorie    | Belag           | Finalgegnerin             | Ergebnis      |
| --- | ------------------ | ------------- | ------------ | --------------- | ------------------------- | ------------- |
| 1.  | 17. Juli 1994      | Olsztyn       | ITF $10.000  | Sand            | Magdalena Grzybowska      | 6:4, 2:6, 6:4 |
| 2.  | 25. September 1994 | Poreč         | ITF $10.000  | Sand            | Sylva Nesvadbová          | 6:1, 1:6, 6:1 |
| 3.  | 21. Mai 1995       | Bordeaux      | ITF $25.000  | Sand            | Erika de Lone             | 6:1, 6:3      |
| 4.  | 3. September 1995  | Athen         | ITF $25.000  | Sand            | Patty Schnyder            | 6:2, 6:0      |
| 5.  | 18. Februar 1996   | Cali          | ITF $25.000  | Sand            | Christina Papadaki        | 6:2, 7:6      |
| 6.  | 8. September 1996  | Bratislava    | ITF $75.000  | Sand            | Patty Schnyder            | 6:0, 6:4      |
| 7.  | 22. September 1996 | Warschau      | WTA Tier III | Sand            | Barbara Paulus            | 3:6, 6:2, 6:1 |
| 8.  | 17. August 1997    | Bratislava    | ITF $75.000  | Sand            | Gala León García          | 6:4, 6:0      |
| 9.  | 23. November 1997  | Pattaya       | WTA Tier IV  | Hartplatz       | Dominique Van Roost       | 7:5, 6:7, 7:5 |
| 10. | 2. August 1998     | Sopot         | WTA Tier IV  | Sand            | Elena Wagner              | 6:3, 5:7, 6:1 |
| 11. | 9. August 1998     | Istanbul      | WTA Tier IV  | Hartplatz       | Wolha Barabanschtschykawa | 6:4, 3:6, 7:6 |
| 12. | 14. Februar 1999   | Prostějov     | WTA Tier IVb | Teppich (Halle) | Silvia Farina Elia        | 7:6, 6:4      |
| 13. | 14. Mai 2000       | Warschau      | WTA Tier IVb | Sand            | Amanda Hopmans            | 2:6, 6:4, 7:5 |
| 14. | 16. Juli 2000      | Palermo       | WTA Tier IVb | Sand            | Pavlina Nola              | 6:3, 7:5      |
| 15. | 12. November 2000  | Kuala Lumpur  | WTA Tier III | Hartplatz       | Iva Majoli                | 6:4, 6:2      |
| 16. | 8. April 2001      | Boynton Beach | ITF $75.000  | Sand            | Åsa Carlsson              | 3:6, 6:3, 6:1 |
| 17. | 28. September 2003 | Biella        | ITF $50.000  | Sand            | Zsófia Gubacsi            | 6:3, 6:1      |
| 18. | 9. November 2003   | Pattaya       | WTA Tier V   | Hartplatz       | Ľubomíra Kurhajcová       | 6:4, 6:2      |